# Diocèse de Tui-Vigo
Le diocèse de Tui-Vigo (en latin : Dioecesis Tudensis-Vicensis ; en galicien : diocese de Tui-Vigo ; en espagnol : diócesis de Tuy-Vigo) est une Église particulière de l'Église catholique en Espagne. Le saint patron du diocèse est Pierre Gonzalez (san Telmo).
Érigé au VIe siècle, le diocèse de Tui (en latin : dioecesis Tudensis ; en galicien : diocese de Tui ; en espagnol : diócesis de Tuy) est un des diocèses historiques de Galice.
Depuis 1120, il est suffragant de l'archidiocèse métropolitain de Saint-Jacques-de-Compostelle et relève de la province ecclésiastique éponyme.
Depuis 1851, il couvre le sud de la province civile de Pontevedra.
Il porte son nom actuel depuis 1959.
Antonio Valín, l'évêque diocésain actuel, a remplacé Luis Quinteiro Fiuza, évêque de 2010 à 2024.

## Territoire

Les diocèses d'Espagne avec celui de Tui-Vigo en rouge.

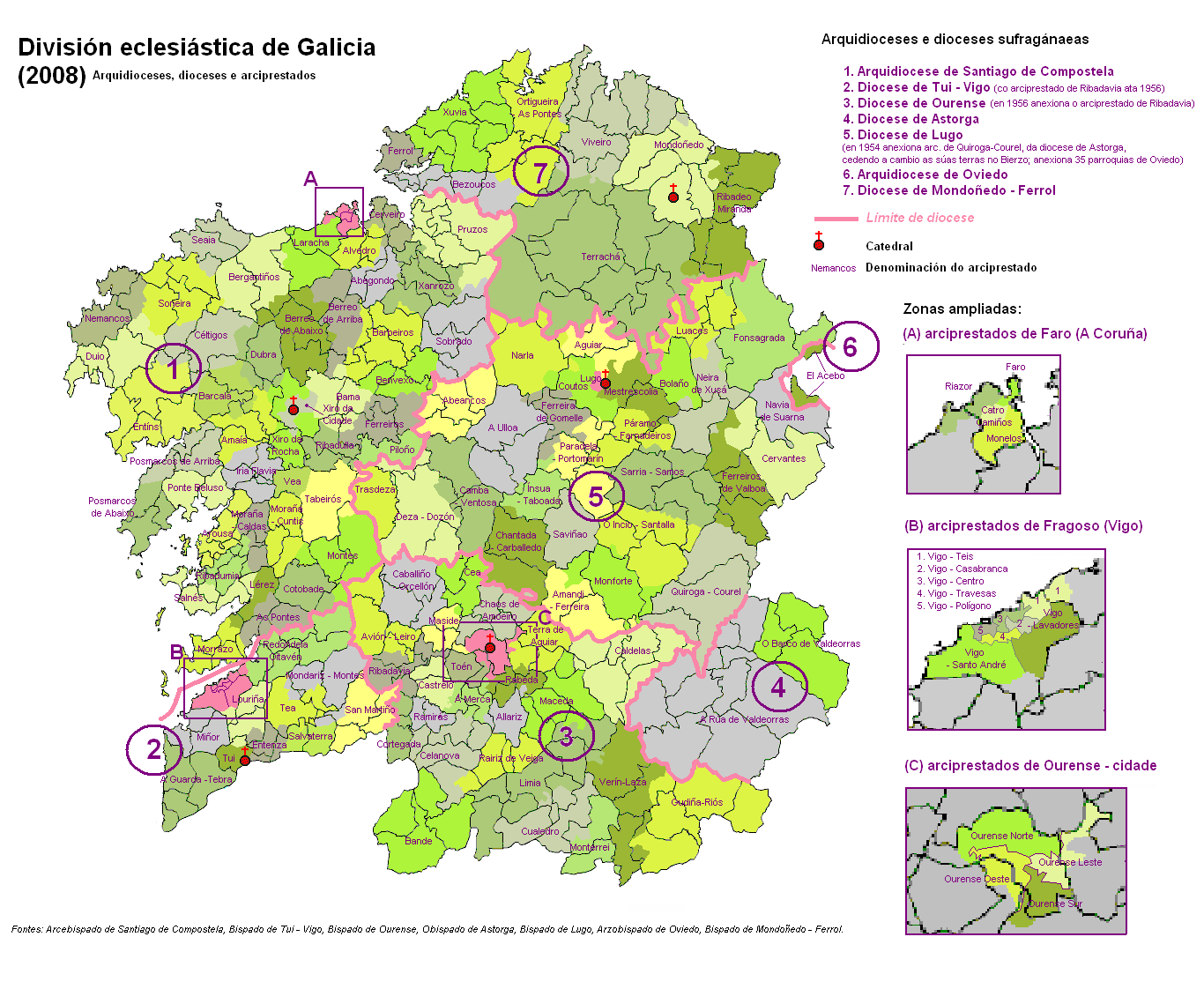
Carte (faite en 2008) des diocèses de Galice, le no 2 est celui de Tui-Vigo.

Le diocèse de Tui-Vigo s'étend sur 1 720 km2. Il comprend vingt-six municipalités du sud de la province civile de Pontevedra, à savoir : Arbo, Baiona, A Cañiza, Covelo, Crecente, Fornelos de Montes, Gondomar, A Guarda, A Lama, Mondariz, Mondariz-Balneario, Mos, As Neves, Nigrán, Oia, Pazos de Borbén, Ponteareas, O Porriño, Redondela, O Rosal, Salceda de Caselas, Salvaterra de Miño, Soutomaior, Tomiño, Tui et Vigo.

## Subdivisions

### Paroisses
Le diocèse de Tui-Vigo est divisé en 276 paroisses auxquelles s'ajoutent dix-sept centres de culte ou paroisses annexes.
Son siège se situe à la cathédrale de Tui, avec pour co-cathédrale celle de Vigo en Galice.

### Archiprêtrés
Les paroisses du diocèse de Tui-Vigo sont réparties entre dix-sept archiprêtrés (en galicien : arciprestado, au singulier ; en espagnol : arciprestazgo, au singulier), à savoir : Enteza, A Guarda-Tebra, A Loriña, Miñor, Montes-Mondariz, Redondela-Oitavén, Salvaterra, San Martiño, Tea, As Travesas, Tui, Vigo-Casablanca, Vigo-Centro, Vigo-Lavadores, Vigo-Polígono, Vigo-Santo André et Vigo-Teis.

## Histoire
Du Ier au VIe siècle on sait peu de choses. Traditionnellement il est convenu d'attribuer au cours du Ier siècle la création du diocèse à San Pedro de Rates, premier évêque de Braga. Durant cette longue période on a connaissance dans cette région, de l'existence de communautés chrétiennes qui auraient à leur tête un évêque.
La  29 octobre 1024, à la suite de l'invasion normande, le diocèse de Tui est uni à celui d'Iria Flavia, l'actuel archidiocèse métropolitain de Saint-Jacques-de-Compostelle.
En 1069, le diocèse de Tui est rétabli.
Le 27 février 1120, il devient suffragant de l'archidiocèse métropolitain de Saint-Jacques-de-Compostelle.
Le concordat du 16 mars 1851 maintient le diocèse.
Par la constitution apostolique Quemadmodum impiger du 9 mars 1959, le pape Jean XXIII élève l'église collégiale Notre-Dame de Vigo au rang de co-cathédrale du diocèse, confère à l'évêque de Tui le titre de Tui-Vigo et modifie le nom du diocèse qui devient celui de Tui-Vigo.